# Riva Ligure
Riva Ligure is een gemeente in de Italiaanse provincie Imperia (regio Ligurië) en telt 2830 inwoners (31-12-2004). De oppervlakte bedraagt 2,1 km², de bevolkingsdichtheid is 1374 inwoners per km².

## Demografie
Riva Ligure telt ongeveer 1211 huishoudens. Het aantal inwoners daalde in de periode 1991-2001 met 10,1% volgens cijfers uit de tienjaarlijkse volkstellingen van ISTAT.
| Jaar | Inwoneraantal |
| ---- | ------------- |
| 1991 | 3057          |
| 2001 | 2747          |

## Geografie
Riva Ligure grenst aan de volgende gemeenten: Castellaro, Pompeiana, Santo Stefano al Mare, Taggia.